# Nishi-ku, Osaka
Nishi (西区, Nishi-ku) é um dos 24 distritos de Osaka, Japão. Fica no oeste do centro de Osaka ("Nishi" significa "oeste") e geralmente é plano. 80% da área foi destruída por bombardeios na Segunda Guerra Mundial e não foi regenerada até meados da década de 1960.

Localização de Nishi-ku na cidade de Osaka

| País                                                 | Japão                                                                 |
| ---------------------------------------------------- | --------------------------------------------------------------------- |
| Local                                                | Região de Kanto                                                       |
| Cidade                                               | Cidade de Yokohama                                                    |
| Prefeitura                                           | Prefeitura de Kanagawa                                                |
| Código Municipal                                     | 14103-8                                                               |
| área                                                 | 7,03 km 2                                                             |
| População total                                      | 107.482 ( população estimada , 1 de Maio de 2022)                     |
| Densidade populacional                               | 14.862 pessoas/km 2                                                   |
| Municípioadjacente Distrito administrativo adjacente | Cidade de Yokohama ( Kanagawa-ku , Naka-ku , Minami-ku ,Hodogaya-ku ) |
| Árvore do entorno                                    | Mokusei                                                               |
| Flores do entorno                                    | Narciso                                                               |

## Governos e Organizações Internacionais

### Governo local

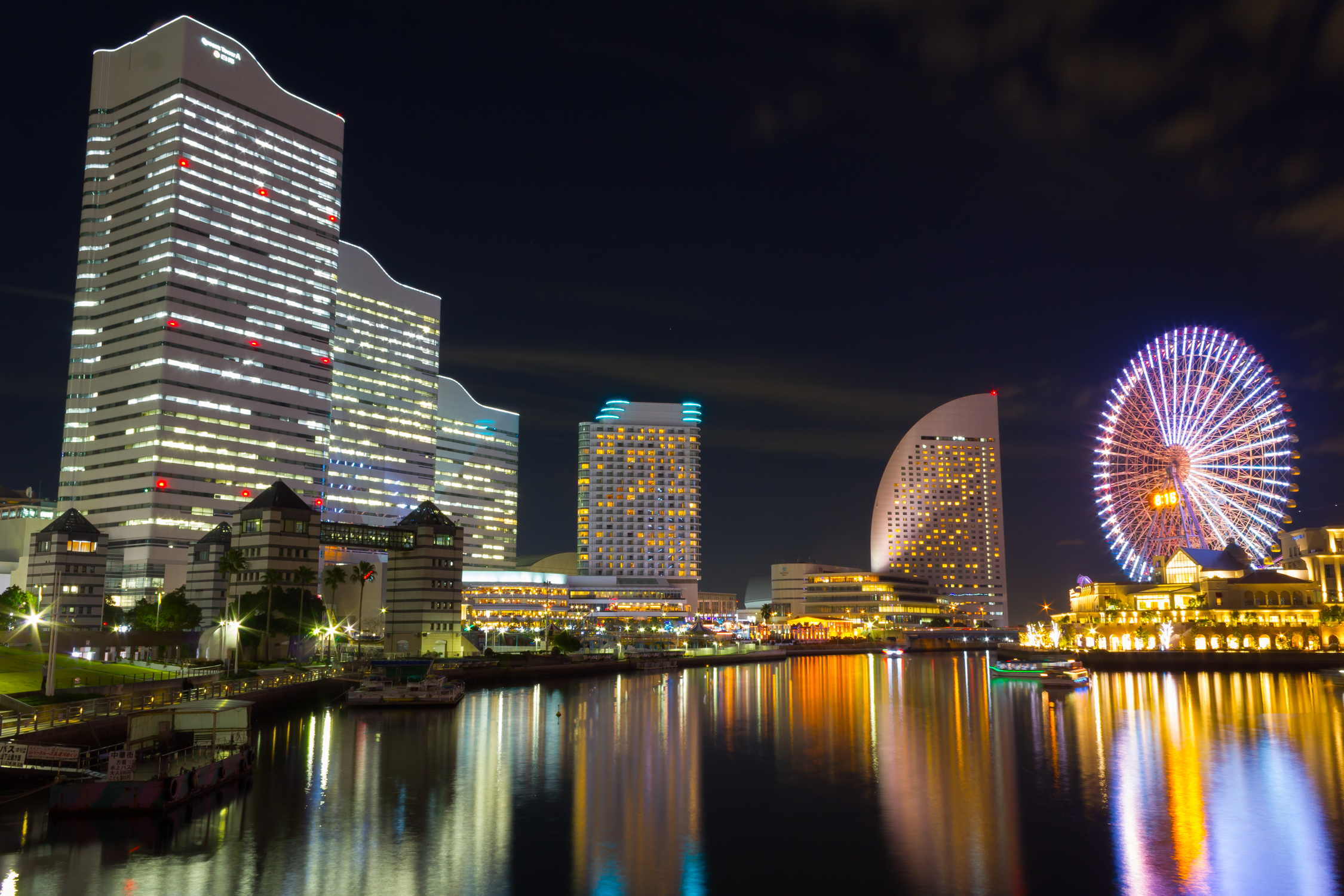
Noite em Yokohama Minatomirai 21

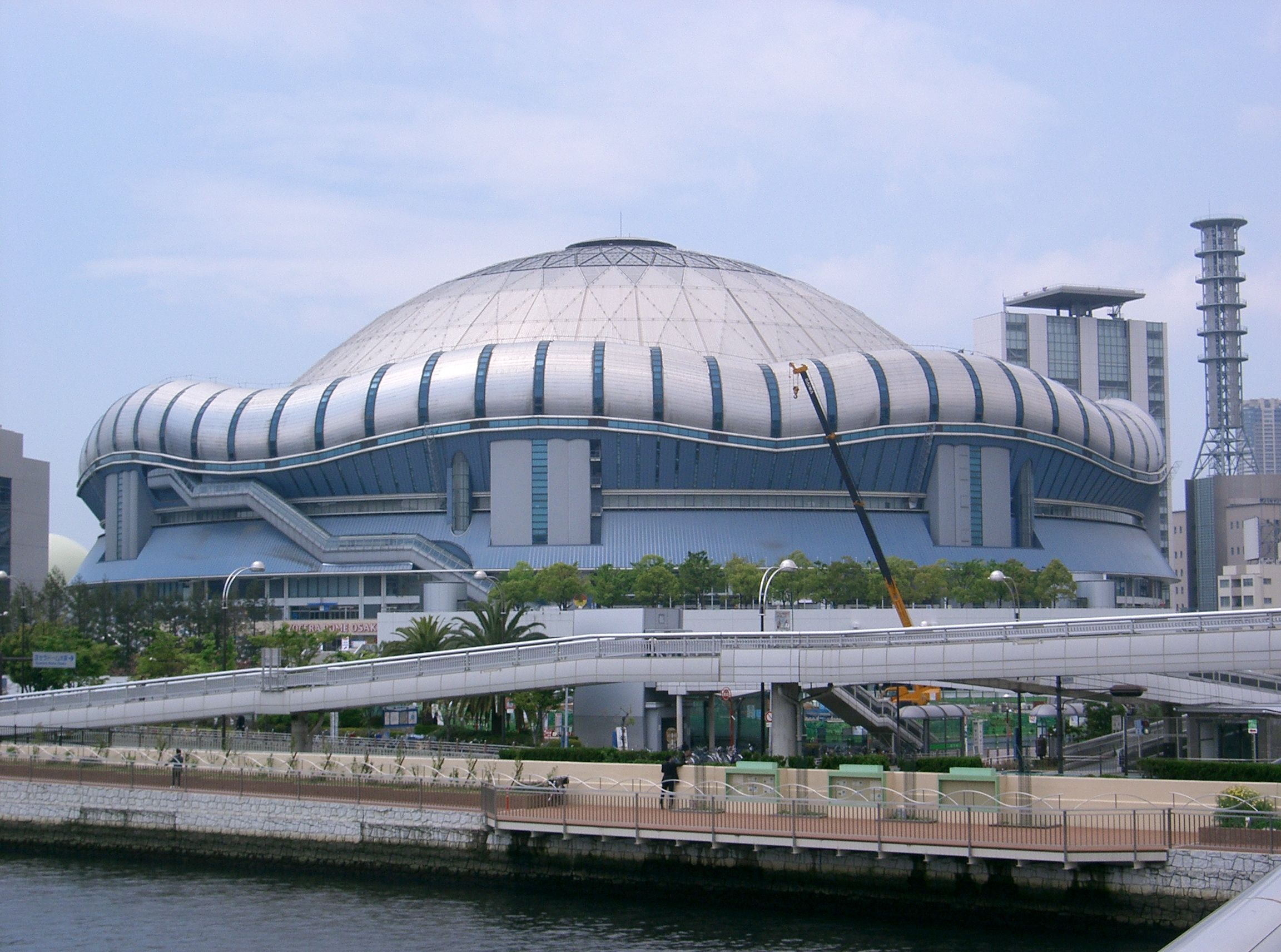
"Domo" Kyocera Osaka

Osaka city, Nishi ward office (at near Metro Nishi-Nagahori Station)

### Consulado
Consulado Chinês (perto da Estação de Metro Awaza)

## Visão geral
Nishi-ku foi criada em 1944 como uma divisão da Naka-ku. Embora esteja localizado no lado leste da cidade, foi nomeado "Nishi-ku" porque está localizado no oeste do Naka-ku quando foi separado do Naka-ku.
A área se expandiu devido à recuperação do distrito de Minato Mirai 21 na área costeira, mas é o menor dos 18 bairros da cidade de Yokohama e tem a menor população, mas a densidade populacional é a segunda maior depois do bairro de Minami. É uma área comercial do centro para o lado do mar, mas a maioria das outras áreas são áreas residenciais. A área ao redor da bacia do rio Katabira que flui pela parte central é plana, e a Linha Tokaido e a Rodovia Nacional nº 1 passam pela área, mas os lados interior e sul estão em terreno elevado. Como parte de Sakainotani, que é uma área residencial, e parte de Nishitobecho 1-chome são falésias, há um alto risco de deslizamentos de terra devido às fortes chuvas, e é designada como uma área sujeita a ordens de evacuação imediata .
A Estação Yokohama, uma enorme estação terminal, está localizada, e a área ao redor da estação forma a maior área central da cidade. A saída oeste da estação de Yokohama está repleta de diversos restaurantes. Grandes shopping centers, lojas de departamento e arranha-céus estão alinhados da Estação Yokohama ao distrito Minato Mirai 21, e funciona como a ala central da cidade de Yokohama, juntamente com a Naka-ku, onde Kannai está localizada. Existem muitas lojas de ramen tonkotsu na direção da saída oeste da estação de Yokohama, incluindo o Yoshimuraya, o criador do ramen da família Yokohama, e também é um campo de batalha feroz para ramen.

## População
- 1940 43.367
- 1945 66.442
- 1947 85.292
- 1950 100.446
- 1955 105.925
- 1960 104.173
- 1965 104.255
- 1970 97.906
- 1975 89.015
- 1980 80.539
- 1985 78.858
- 1990 76.978
- 1995 75.758
- 2000 78.320
- 2005 84.944
- 2010 94.867
- 2015 98.532

## Administração
- prefeito

Shigemi Oba (1 de abril de 2003 a 31 de março de 2006)
Takeo Futaki (1 de abril de 2006 a 31 de março de 2008)
Shiro Hamano (1 de abril de 2008 a 31 de dezembro de 2009)
Hiroe Haga (1 de janeiro de 2010 a 31 de março de 2012)
Tomoko Okubo (1 de abril de 2012 a 31 de março de 2016)
Hideki Yoshiizumi (1 de abril de 2016-)

## Economia
Por ter a Estação Yokohama e a área de Minatomirai , é o centro comercial da cidade de Yokohama, e há muitas lojas de grande porte.
Entre os 18 bairros da cidade de Yokohama, as vendas no varejo são o número 1 e as vendas no atacado são o número 2, que é o maior da cidade em comércio, mas o número de estabelecimentos e funcionários na indústria é tão pequeno quanto o 17º. Não há agricultura.

## Lugares famosos / locais históricos / pontos turísticos / festivais / eventos

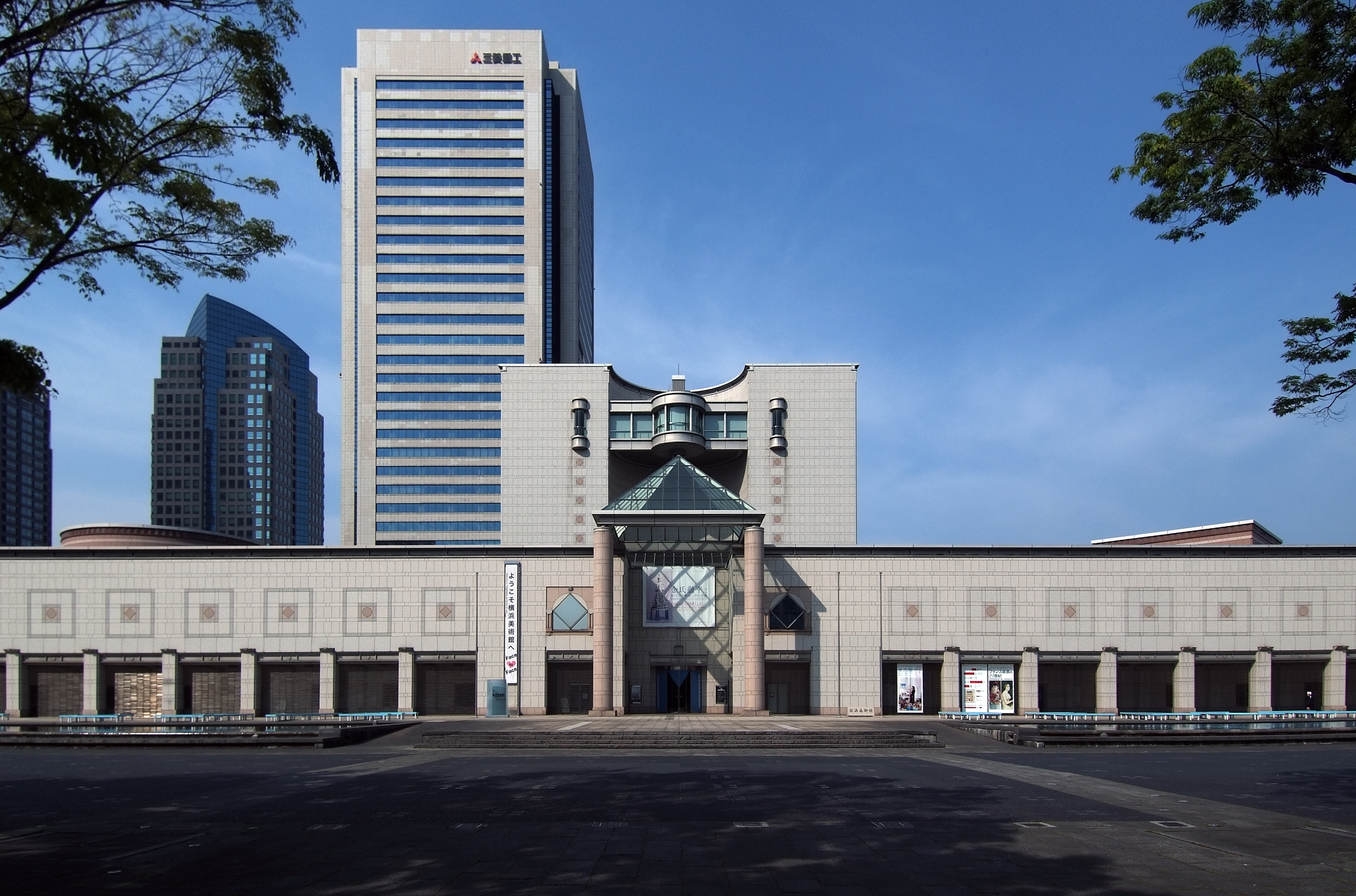
Museu de Arte de Yokohama
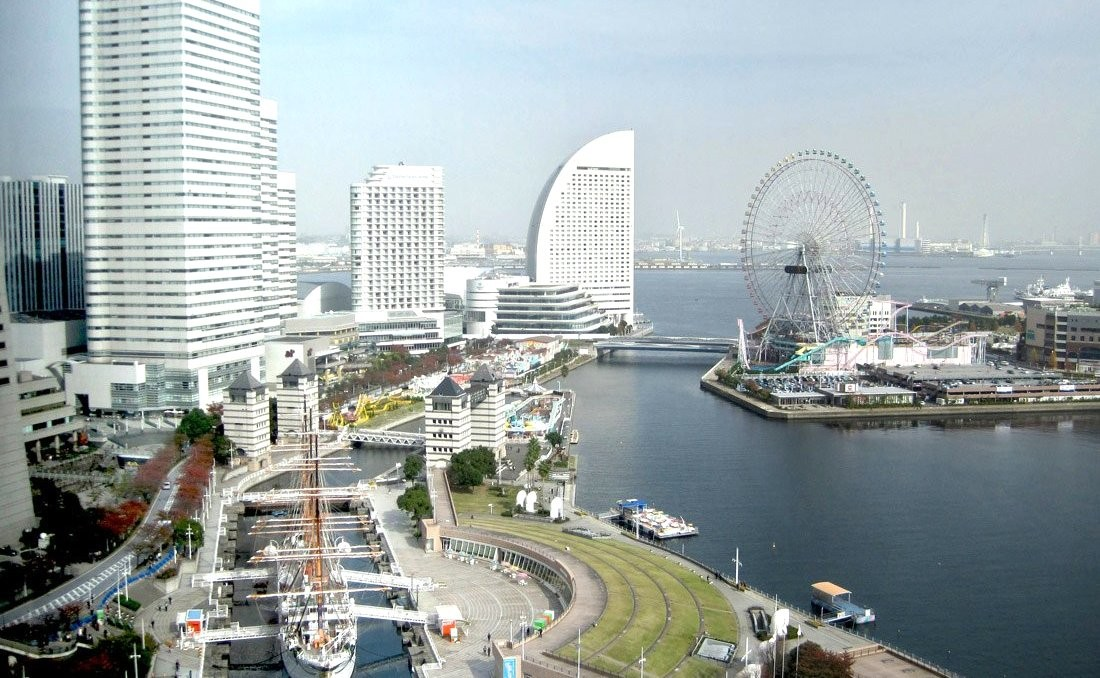
Parque Memorial Nippon Maru
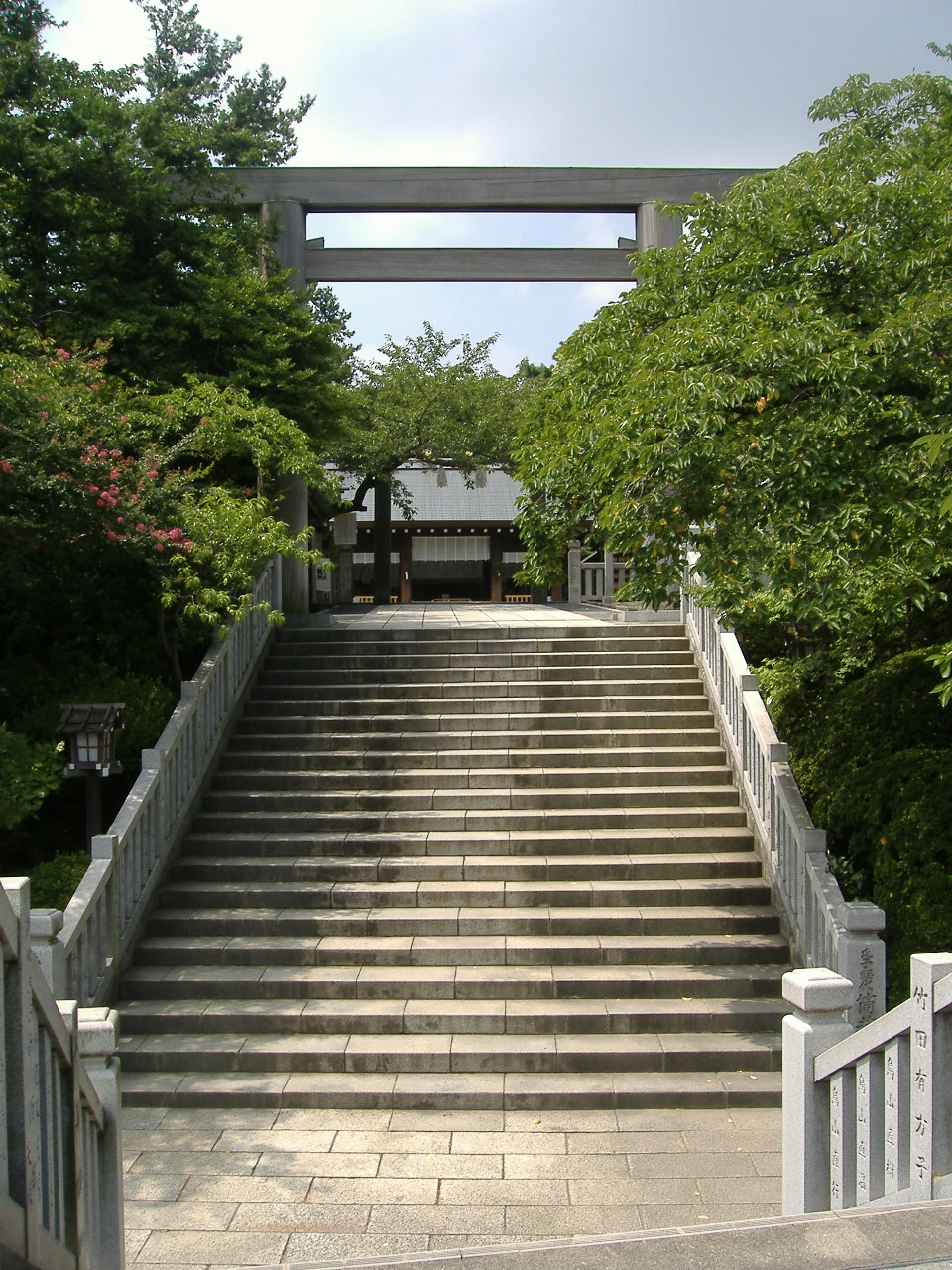
Iseyama Kotaijingu
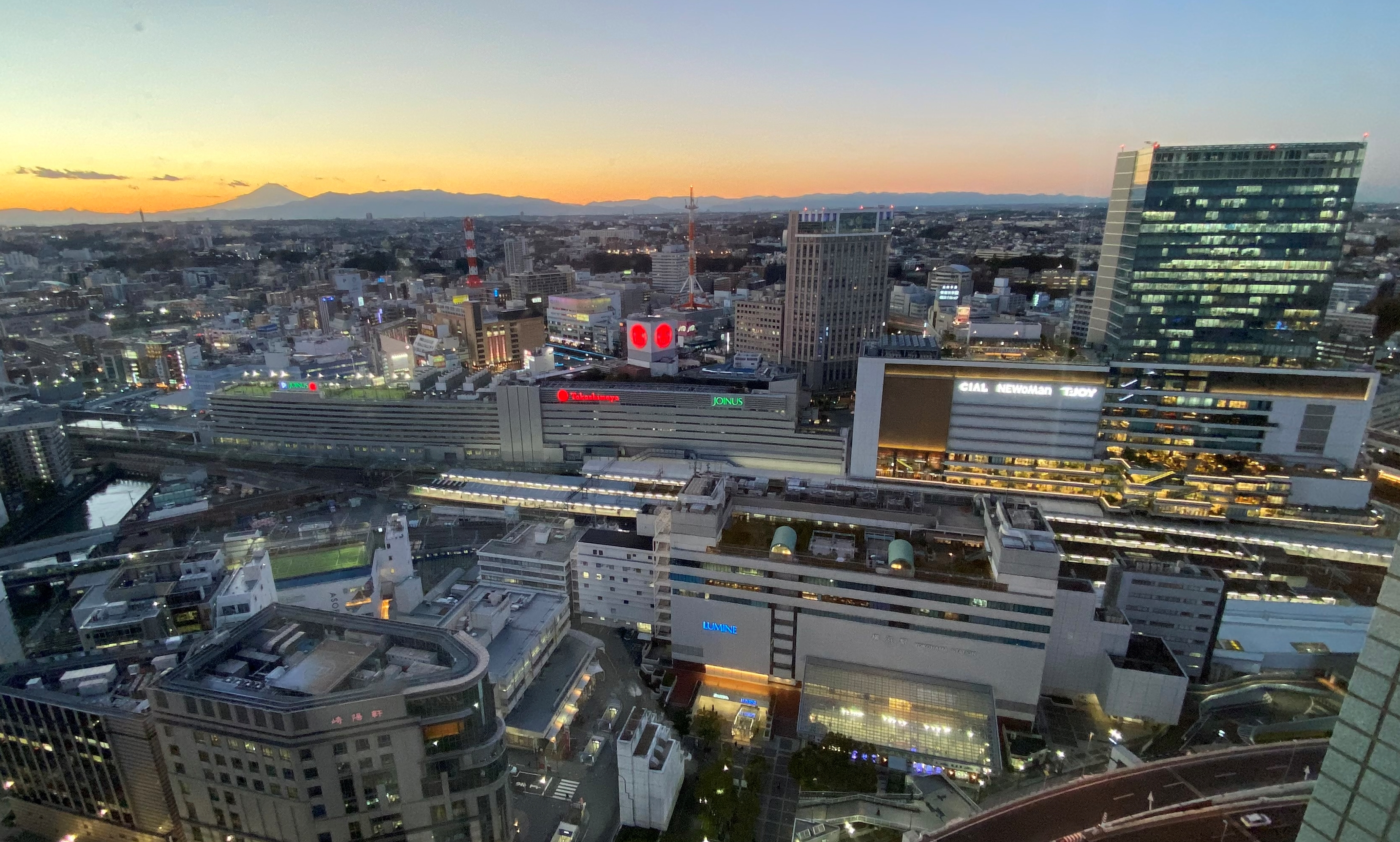
Em torno da estação de Yokohama
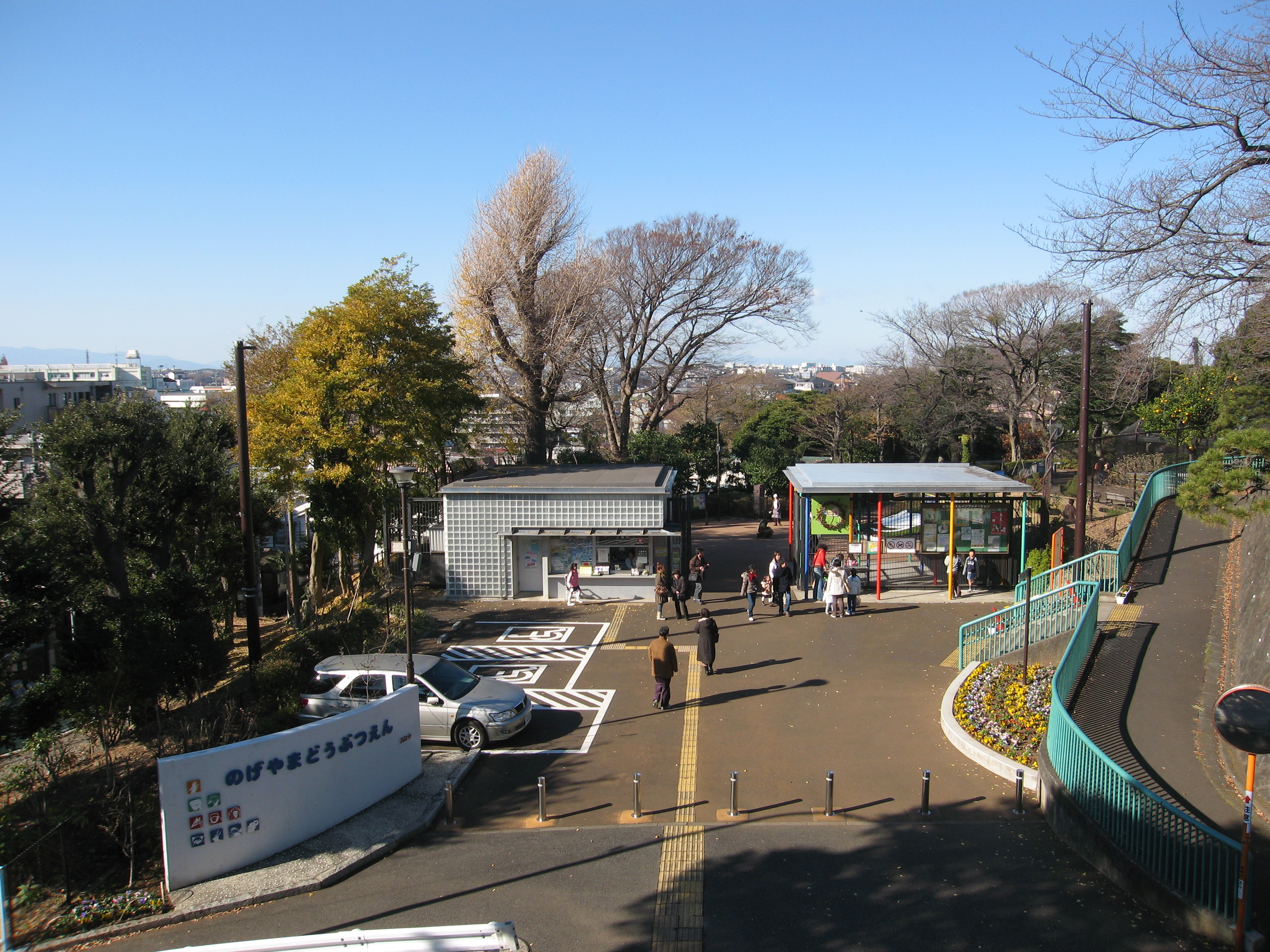
Zoológico de Nogeyama

1. ↑  «Nishi Ward Official Web Site OSAKA CITY». web.archive.org. 27 de agosto de 2007. Consultado em 16 de fevereiro de 2022
2. ↑  «List of Consulates in Kansai Area». web.archive.org. 23 de setembro de 2008. Consultado em 16 de fevereiro de 2022
3. ↑  «西区 (横浜市)». Wikipedia (em japonês). 12 de fevereiro de 2022. Consultado em 16 de fevereiro de 2022